# Mihai Velisar
Mihai Velisar (Ploiești, 30 agosto 1998) è un calciatore rumeno, difensore del Corvinul Hunedoara.

## Caratteristiche tecniche
È un terzino sinistro.

## Carriera

### Club
Cresciuto nel settore giovanile del Petrolul Ploiești, ha esordito in prima squadra il 24 ottobre 2017 disputando l'incontro di Cupa României perso ai calci di rigore contro il Mioveni.

### Nazionale
Ha giocato nella nazionale rumena Under-19.

## Palmarès

### Club

#### Competizioni nazionali
- Coppa di Romania: 1

Corvinul Hunedoara: 2023-2024